# Heather McComb
Heather McComb (* 2. März 1977 in Barnegat, New Jersey) ist eine US-amerikanische Schauspielerin.
Schon im Alter von zwei Jahren begann McComb zu schauspielern. Ihre erste große Rolle hatte sie 1996 im Fernsehfilm Generation X, worin sie als erste reale Schauspielerin den beliebten X-Men-Charakter Jubilee spielte. 1998 stieß sie zu der Serie Party of Five und spielte dort Maggie.
1993 wurde sie für den Young Artist Award als beste Jungnebendarstellerin in einem Film für Stay Tuned nominiert.
Von 2003 bis 2010 war sie mit dem Schauspieler James van der Beek verheiratet.

## Filmografie (Auswahl)
- 1989: New Yorker Geschichten (New York Stories)
- 1990: The Outsiders (Fernsehserie)
- 1991: Kickboxer 2: Der Champ kehrt zurück (Kickboxer 2: The Road Back)
- 1992: Stay Tuned
- 1993: Eine Familie namens Beethoven (Beethoven’s 2nd)
- 1994: Akte X – Die unheimlichen Fälle des FBI (Fernsehserie)
- 1996: God’s Lonely Man
- 1996: Generation X (Fernsehfilm)
- 1996: Brutale Liebe – und jeder schweigt (No One Would Tell, Fernsehfilm)
- 1996/2001: Don’s Plum
- 1997: Profiler (Fernsehserie)
- 1997: Millennium – Fürchte deinen Nächsten wie Dich selbst (Fernsehserie)
- 1998: Wild Horses
- 1998: Der Musterschüler (Apt Pupil)
- 1998: Jagd auf Marlowe – Ein Fall zum Abdrehen (Where’s Marlowe?)
- 1998: Party of Five (Fernsehserie)
- 1999: 2 Little, 2 Late
- 1999: Freak Talks About Sex
- 1999: Überall, nur nicht hier (Anywhere But Here)
- 1999: The Joyriders
- 2000: Women Love Women (If These Walls Could Talk 2)
- 2000: Furz – Der Film (Artie)
- 2002: Devious Beings
- 2005: Killer Instinkt (Fernsehserie)
- 2006: Steel City
- 2008: Prison Break (Fernsehserie)
- 2008: Shark Swarm – Angriff der Haie
- 2009: Supernova 2012 (2012: Supernova)
- 2010–2011: The Event (Fernsehserie)
- 2011: The Mentalist (Fernsehserie)
- 2011: Dr. House (House, Fernsehserie)
- 2013: Body of Proof (Fernsehserie)
- 2013: Rizzoli & Isles (Fernsehserie)
- 2014: Bones – Die Knochenjägerin (Bones, Fernsehserie, Staffel 9, Folge 12)
- 2014: Shameless (Fernsehserie)
- 2014: Ray Donovan (Fernsehserie)
- 2015: Castle (Fernsehserie)
- 2015: Battle Scars
- 2016: Day of Reckoning
- 2016: Silver Skies
- 2017: Sexy Psycho – Rettet unsere Tochter! (Girl Followed)
- 2017: Sweet Home Carolina
- 2018: Deadly Lessons (Fernsehfilm)
- 2019: Cradle Robber
- 2019: Manipulated
- 2019: Most Likely to Murder
- 2020: Forgotten Abduction
- 2020: Mommy is a Murderer
- 2021: The Cleaner
- 2021: The Wedding Pact 2: The Baby Pact
- 2021: Dangerous Cheaters
- 2022: Shooting Star
- 2022: American Gigolo (Fernsehserie)
- 2023: Incarcerated